# Dodging a Million

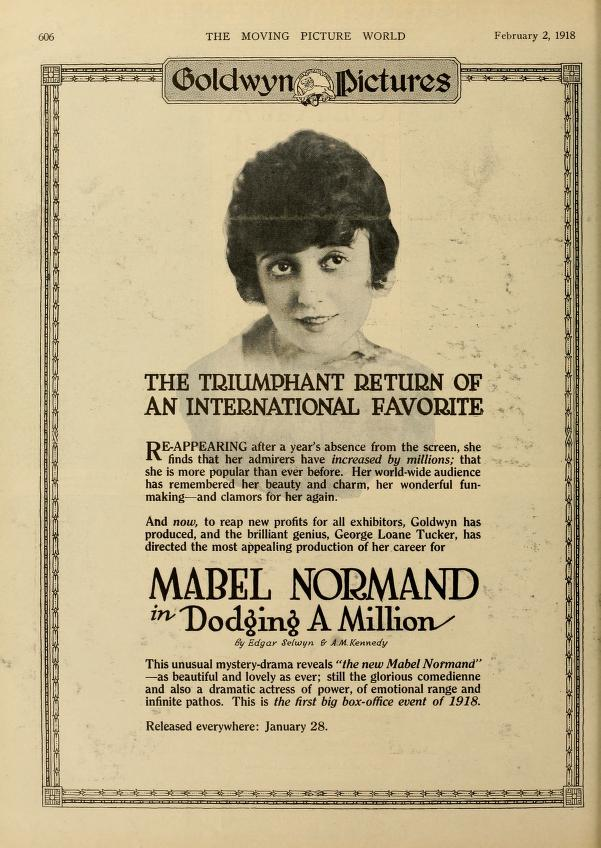
Anúncio de revista em 1918.

Dodging a Million (Brasil: Dodging a Million / Portugal: Os Milhões Inúteis) é um filme de comédia norte-americano de 1918 estrelando Mabel Normand e Tom Moore, dirigido por George Loane Tucker, escrito por A. M. Kennedy, Edgar Selwyn e Loane. O filme mudo foi lançado pela Goldwyn Pictures, com uma duração de 60 minutos.

## Elenco
- Mabel Normand ... Arabella Flynn
- Tom Moore ... Jack Forsythe
- J. Herbert Frank ... Signor Rodrigues
- Shirley Aubert ... Forelady
- Rita Dane ... Luella
- Norah Sprague ... Luella's Friend
- Bruce Biddle ... Lawyer's Clerk
- Armand Cortes ... Raquin